# Boyster
Molusco é uma série de animação francês, criada por Frederic Azemar, Emmanuelle Fleury, e Fabien Limousin. e teve 52 episódios. A série estreou em 16 de Junho de 2014 no Disney XD e France 4.

## Sinopse
Boyster é metade Ostra que foi adoptado por seres humanos juntamente com o seu irmão que tem poderes de ostra diferentes que têm que ser mantidos segredo.

## Episódios
1. Super-Molusco
2. O Colar
3. Professorator
4. O Alien
5. Shelby, O Amante de Arte
6. O Esqueleto
7. Um Novo e Estranho Amigo
8. Rapaz-Musculado
9. Amor à Primeira Vista
10. Vai à Pesca
11. Azares no Concurso de Televisão
12. Humor de Peixe
13. O Terceiro Braço
14. Festão na Piscina
15. Inchado
16. Sarlihos com Berlindes
17. Libertem O Gilly
18. O Estúdio Infernal
19. A Menina
20. Baunilha Estrela de Vídeo
21. As Asas do Amor
22. Chantagem
23. Héroi Local
24. A Toda a Velocidade
25. As Três Horas do Condor
26. Ostracela
27. O Bigode
28. Mudanças? Não, Obrigado
29. A Arte de Espirro
30. O Mágico Rafik
31. Apanha Ondas
32. A Mão Pegajosa
33. Aqui Há Ladrão
34. Festa de Batas
35. Partidas a Mais
36. Homem Forte
37. Multiplozzys
38. Invasão de Crustáceos
39. Ele Tem Pernas
40. Rapaz-Ostra Natal
41. Nevão
42. As Pérolas do Namoro
43. Não é Fácil Ser Asseado
44. Superstição
45. Um Conselheiro Muito Especial
46. Pesadelo na Cozinha
47. De Volta a Casa (Parte #1)
48. De Volta a Casa (Parte #2)
49. Shelby Holmes
50. Clone de Ostra
51. Agora Vais Ver
52. Decisão Precipitada